# Homomère
Un homomère ou homo-oligomère est une substance constituée d'un nombre quelconque de produits identiques (molécules ou radicaux).
Par exemple le glutathion est un peptide homomère (ou homomérique) car il est fait d'un seul type d'acide aminé (radical alanyl) répété : alanylalanylalanine pu ALA-ALA-ALA.
Par exemple un canal homomérique = α7-Nicotinic-receptor-channel sera constitué de cinq sous-unités α-nicotiniques.

## Microbiologie
En microbiologie, un macronoyau dit homomère est constitué d'une seule partie ; c'est le « macronoyau homogène » de la
majorité des protistes Ciliés.